# Sender Dobratsch
Der Sendeturm Dobratsch ist ein 167 Meter hoher Hybridturm für UKW und Fernsehen auf dem Berg Dobratsch in Kärnten in Österreich auf einer Seehöhe von ca. 2115 m. Der ORS-interne Name lautet KLAGENFURT1.

## Beschreibung
Der Sender wurde 1971 erbaut und zeichnet sich durch seine etwas ungewöhnliche Bauweise aus, denn er besteht aus einem Stahlbetonturm mit Betriebsräumen und Plattformen für Richtfunkantennen, auf dem sich ein am Erdboden abgespannter Stahlrohrmast mit den Antennen für Rundfunk und Fernsehen befindet (Hybridturm).
Der Sender Dobratsch ist einer der stärksten Sender Österreichs und versorgt beinahe ganz Kärnten sowie Teile der Steiermark, das Kanaltal (Italien) und große Teile der Region Gorenjska (Slowenien).
Damit der Sender ganzjährig erreichbar ist, wurde eine eigene Seilbahn installiert, die von Bad Bleiberg direkt zum Sender führt. Diese ist jedoch nicht öffentlich zugänglich.

## Frequenzen und Programme

### Analoger Hörfunk (UKW)
Vom Dobratsch werden folgende Radiosender übertragen:
| UKW       | Sendername      | RDS PS                                        | Senderlogo | PI-Code | ERP    |
| --------- | --------------- | --------------------------------------------- | ---------- | ------- | ------ |
| 90,4 MHz  | Hitradio Ö3     | __OE_3__                                      |            | A203    | 100 kW |
| 92,8 MHz  | Ö1              | __OE_1__                                      |            | A201    | 100 kW |
| 97,8 MHz  | Radio Kärnten   | RADIO-K_                                      |            | A502    | 100 kW |
| 102,9 MHz | FM4             | __FM4___                                      |            | A213    | 100 kW |
| 104,9 MHz | Antenne Kärnten | ANTENNE_/KAERNTEN                             |            | A540    | 100 kW |
| 105,5 MHz | Radio Agora     | _radio__/_AGORA__/__RADIO_/__AGORA_/__ORF___¹ |            | A550    | 10 kW  |

(¹dynamisches RDS)

### Digitaler Hörfunk (DAB+)
Seit 25. August 2020 wird vom Sender Dobratsch der Österreichische Bundesmux nach dem Digitalstandard DAB+ gesendet.
DAB wird in vertikaler Polarisation und im Gleichwellenbetrieb mit anderen Sendern ausgestrahlt.
| Block                     | Programme | ERP (in kW) | Antennen- diagramm rund (ND), gerichtet (D) | Gleichwellennetz (SFN)                                                        |
| ------------------------- | --- | ----------- | ------------------------------------------- | ----------------------------------------------------------------------------- |
| 6A DAB+ Austria           | DAB-Block des österreichischen Bundesmux: - #Radio ONE (80 kbit/s) - * 88,6 * (72 kbit/s) - Antenne Österreich (72 kbit/s) - arabella HOT (72 kbit/s) - arabella MAGIC (72 kbit/s) - Energy (96 kbit/s) - ERF Süd (40 kbit/s) - jö.live (72 kbit/s) - KLASSIK RADIO (72 kbit/s) - Mein Kinderradio (40 kbit/s) - oe24 Radio (72 kbit/s) - Radio Maria Österreich (72 kbit/s) - Radio Stephansdom Klassik (72 kbit/s) - Rock Antenne (72 kbit/s) - Schlagerradio Flamingo (72 kbit/s) - WELLE 1 (72 kbit/s) - ORS EPG (16 kbit/s Daten) - ORS TPEG (8 kbit/s Daten, geplant) | 5,6         | D (40–120°)                                 | - Kärnten: Klagenfurt (Dobratsch), Wolfsberg (Koralpe)                        |
| 6B MUX III                | - #Radio Rot Weiss Rot (112 kbp/s) - #Super 80s (112 kbp/s) - *SOL* (56 kbp/s) - ARABELLA (72 kbp/s) - Antenne Hit (72 kbp/s) - Flash 90s (72 kbp/s) - Beats Radio (72 kbp/s) - LoungeFM (40 kbp/s) - Inforadio (40 kbp/s) - Musiksender GÖD (72 kbp/s) - Nostalgie (96 kbp/s) - Superfly (72 kbp/s) - Radio VM1 (72 kbp/s) - Radio Bollerwagen (72 kbp/s) - XXXL RADIO (72 kbp/s) - SPI (16 kbp/s Daten) | 5,6         | D (40–120°)                                 | Geplant (Sommer 2024): - Kärnten: Klagenfurt (Dobratsch), Wolfsberg (Koralpe) |
| 6D MUX II Stmk/Ktn/Bgld-S | - Antenne Kärnten 72 kbp/s - Antenne Steiermark 72 kbp/s - Grün-Weiß (72 kbp/s) - Radio MediaMarkt (72 kbp/s) - Radio Val Canale (72 kbp/s) - Rock FM (48 kbp/s) - Soundportal (72 kbp/s) | 5,6         | D (40–120°)                                 | - Kärnten: Klagenfurt (Dobratsch), Wolfsberg (Koralpe)                        |

### Digitales Fernsehen (DVB-T2)
Seit 24. Oktober 2017 werden vom Sender Dobratsch untenstehende Fernsehprogramme ausschließlich im Standard DVB-T2 verbreitet: Viele Sender werden verschlüsselt über SimpliTV vertrieben (Unverschlüsselte Sender sind in der Liste mit * markiert).
Der MUX C mit zwei Regionalprogrammen wird vom Sender "Villach 3" am Standort Gerlitzen abgestrahlt.
| Multiplex      | Kanal         | Programme im Bouquet | ERP    | Polarisation |
| -------------- | ------------- | --- | ------ | ------------ |
| MUX A          | K24 (498 MHz) | ORF 1 HD, ORF 1*, ORF 2 Wien*, ORF 2 Kärnten HD, ORF 2 Tirol HD, ORF III HD, ORF Sport + HD, HbbTV: Hitradio Ö3 Radio: FM4, Österreich 1 | 150 kW | horizontal   |
| SimpliTV MUX B | K23 (490 MHz) | ATV HD, Servus TV HD, 3sat HD, Puls 4, RTL HD, ATV II*, HGTV, ZDFinfo HbbTV: Flimmit                                                     | 150 kW | horizontal   |
| SimpliTV MUX D | K48 (690 MHz) | arte HD, BR Süd HD, Phoenix HD, n-tv, SUPER RTL, Sat.1 Gold Österreich, Nickelodeon, DMAX, RTLup, NITRO, One HD                          | 125 kW | horizontal   |
| SimpliTV MUX E | K30 (546 MHz) | Das Erste HD, ZDF HD, RTL II, Sixx Austria, Kabel eins Austria, Eurosport, Playboy TV, Sport1, KiKA, ZDFneo HD                           | 125 kW | horizontal   |
| SimpliTV MUX F | K31 (554 MHz) | Puls 4 HD, Sat.1 Austria HD, ProSieben HD, VOX HD, Disney Channel, Deluxe Music, CNN, NDR, Puls 24 HbbTV: 4MEDIATHEK; Radio Maria        | 125 kW | horizontal   |

### Analoges Fernsehen
Vor der Umstellung auf DVB-T am 24. September 2007 wurden folgende Programme in analogem PAL gesendet:
| Kanal | Frequenz (MHz) | Programm        | ERP (kW) | Polarisation horizontal (H)/ vertikal (V) |
| ----- | -------------- | --------------- | -------- | ----------------------------------------- |
| 10    | 210,25         | ORF 1           | 150      | H                                         |
| 24    | 495,25         | ORF 2 (Kärnten) | 1050     | H                                         |
| 30    | 543,25         | ATV             | 1050     | H                                         |